# 187 Ride or Die
187 Ride or Die es un videojuego para PlayStation 2 y Xbox, creado y publicado por Ubisoft, 2005.

## Jugabilidad
Un juego de batalla entre vehículos y disparos similar a Twisted Metal.
El objetivo del jugador es derrotar a enemigos y terminar primero en las carreras, en una variedad de lugares alrededor de Los Ángeles renombrado Sur Central. El nombre del juego es el código penal número 187 que significa asesinato. Jugando con otro jugador, uno puede ser el conductor y otro el tirador. Esto puede ser en línea o en modo historia.

## Recepción
Una de las quejas de muchos es que el juego mete mucho sobre la música Hip-Hop y Rap, en muchas partes del juego incorrectamente. Dado que el juego fue hecho en Francia, Ubisoft no hizo una investigación sobre la vida americana. Adam Sessler dijo "Si usted va a hacer afuera del país con gangstas, no dejes hacerlo a Pierre".